# بوگن (شهر)
شهر بوگن در ایالت بایرن در کشور آلمان واقع شده است.